# Química del suelo
La química del suelo o química edáfica es el estudio de las características químicas del suelo. La química del suelo se ve afectada por la composición mineral, materia orgánica, aire, agua, microorganismos y diferentes factores ambientales. Todas estas fases influyen entre sí: las reacciones de los sólidos con el agua y aire, las de los microorganismos con los minerales y materia orgánica. La parte de la química que estudia los suelos estudia todas estas reacciones, aunque suele hacer énfasis en la (di)solución del suelo, constituida por la fina película acuosa que rodea las partículas de suelo. Esto, junto con la meteorización, ciclo del agua, interacción del suelo con la atmósfera, es lo que se conoce como química del suelo.

## Historia
La capacidad para producir alimentos ha sido un factor fundamental para la evolución de la sociedad. El escritor romano Agrícola resumió los conocimientos primitivos de la época; y sus consejos prácticos sobre el cultivo de la tierra fueron insuperables hasta el siglo XVI. Desde la época de los romanos hasta el Renacimiento, la observación y experimentación carecieron de estímulo en el mundo occidental. Sin experimentación, el progreso era imposible.
A principios de la década de 1850, un químico consultor de la Royal Agricultural Society en Inglaterra, llamado J. Thomas Way, realizó muchos experimentos sobre cómo los suelos intercambian iones. Como resultado de su trabajo diligente y arduo, se le considera el padre de la química del suelo. Pero después de él, muchos otros científicos de renombre también contribuyeron a esta rama de la ecología, incluidos Edmund Ruffin, Linus Pauling y muchos otros.

## El suelo como sistema disperso
El suelo puede considerarse como un sistema disperso constituido por 3 fases: sólida, líquida y gaseosa, que constituye el soporte mecánico y, en parte, el sustento de las plantas. De estas tres fases, la sólida presenta una mayores estabilidad, menor capacidad de variación, por lo que es la que se utiliza para la caracterización del suelo.

### Fase sólida
Está constituida por parte mineral (principal reserva de nutrientes de las plantas) y orgánica. Existen partículas más o menos gruesas: piedras, gravas, arenas, limos, arcillas... A mayor tamaño, menor actividad físico-química, por lo que menor interés agronómico. El contenido total de materia orgánica que normalmente se encuentra en el suelo es pequeño, y normalmente solo en su capa superficial, con alrededor del 3-5% en peso, del cual, el 85-90% es humus.

#### Humus
La descomposición de residuos de plantas y animales en el suelo produce una recirculación del carbono hacia la atmósfera en forma de CO2 y una asimilación dentro del tejido microbiano (biomasa del suelo) y parte es transformado en humus. En un sentido muy amplio, se entiende por humus a la totalidad de materias orgánicas que, por ser difícilmente degradables, se han acumulado en el mismo después de un conjunto de descomposiciones y transformaciones químicas y bioquímicas.

### Fase líquida
También denominada disolución del suelo, es el agua que queda retenida dentro del suelo con diferente intensidad, según lo permeable o no que sea el suelo. Esa agua es capaz de disolver los iones solubles que se encuentra en el suelo, que pueden ser una fuente de nutrientes o una fuente de contaminación del nivel freático, dependiendo de la textura del suelo.

### Fase gaseosa
También denominada atmósfera o aire del suelo. Está constituida principalmente por nitrógeno, oxígeno, vapor de agua y dióxido de carbono.

## Factores que influyen en la formación del suelo
Los principales factores que intervienen que intervienen en la formación del suelo y que determinan sus propiedades finales son:
1. Clima: La lluvia (humedad) y temperatura son los factores climáticos más importantes.
2. Organismos.
3. Relieve.
4. Material parental: La composición mineral de la roca madre es responsable de la de los suelos que se forman a partir de ella.
5. Tiempo.
6. Acción del hombre.

## Propiedades químicas del suelo
Los solutos, electrolíticos y no electrolíticos, contenidos en la disolución del suelo, son las fuentes de nutrientes que necesitan las plantas. Los mecanismos que permiten la entrada de iones a la solución de suelo incluyen:
1. Intemperismo mineral.
2. Descomposición de la materia orgánica.
3. Lluvia y meteorización.
4. Sales del agua de riego.
5. Fertilización.
6. Liberación de iones retenidos por el coloide o la fracción coloidal o arcillosa del suelo.

Los iones retenidos por el suelo son generalmente la fracción más grande de nutrientes disponibles para las plantas. Las velocidades de intemperización de los minerales, por lo común, son lentas comparadas con las necesitadas por las plantas. Los suelos retienen iones en el complejo arcillo-húmico, pero no evitan completamente las pérdidas por lixiviación, pero la retención es tan fuerte que muchas veces los iones se reciclan varias veces a través de los suelos, vegetales y animales, antes de perderse finalmente en las aguas subterráneas, los ríos y el mar.
Los suelos retienen iones y moléculas mediante el intercambio de cationes y aniones, la precipitación, atracción electrostática débil, formación de complejos con la materia orgánica del suelo y retención dentro de las células microbianas.

### Intercambio iónico
El intercambio iónico es el conjunto de procesos reversibles mediante los que las partículas coloidales del suelo, debido a la carga eléctrica que contienen, retienen los iones (cationes y aniones) de la disolución del suelo, liberando al mismo tiempo otros iones en cantidades equivalentes a las absorbidas, estableciéndose un equilibrio entre ambas fases. Cuando se libera un catión (K+, Ca2+, Mg2+, Mn2+, Zn2+, Fe3+...) del suelo, se habla de intercambio catiónico; mientras que cuando se libera un anión (Cl-, NO3-, SO42-,  PO43-...) del suelo, se habla de intercambio aniónico.
Los suelos tienen mayor capacidad de adsorber cationes que aniones, por lo que es frecuente que se estudie más la capacidad de intercambio de cationes que la de aniones. La capacidad de intercambio de cationes (CIC) es la cantidad total de cationes adsorbidos de forma intercambiable que neutralizan la carga negativa de un determinado peso de suelo. Se expresa en centimoles de carga positiva por kilo de suelo (cmolc/kg):
CIC = S + H
donde S es la Suma de los cationes metálicos de intercambio alcalinos o alcalinotérreos retenidos sobre el complejo adsorbente del suelo:
S = [Ca2+] + [Mg2+] + [Na+] + [K+]
H corresponde al resto de cationes que puede haber en el suelo en cantidades muy inferiores. Principalmente suele tratarse del H+.
La capacidad de intercambio aniónico es un fenómeno pH-dependiente, originado por:
- El bloqueo de cargas de las arcillas.
- El bloqueo de cargas de los complejos arcillo-húmicos.
- Formación de hidróxidos de hierro y/o aluminio.

En la dinámica de intercambio catiónico de un suelo influyen distintos factores:
- La cantidad de cationes retenidos. En suelos muy pobres es preciso realizar inicialmente una elevada aportación de abonos, cuyos iones son retenidos fuertemente por el complejo arcillo-húmico, para permitir que abonados de mantenimiento, más modestos, puedan actuar.
- La fuerza de retención de los cationes de cambio. No todos los cationes son adsorbidos con la misma intensidad. La energía de fijación sigue el siguiente orden:

H+ > Ca2+ > Mg2+ > K+ > NH4+ > Na+
- Los componentes coloidales del suelo. La capacidad de adsorción de las arcillas y el humus condiciona la intensidad del intercambio.

### La reacción del suelo
La reacción del suelo se debe al pH del mismo. Podemos estar ante suelos ácidos (llegándose a encontrar suelos a pH=3), suelos neutros o suelos alcalinos (de hasta pH=12).
1. Suelos neutros: son aquellos suelos en los que se presupone que las cargas negativas del suelo son compensadas por los iones alcalinos y alcalinotérreos.
2. Suelos ácidos: son aquellos suelos en los que se han perdido esos iones alcalinos y alcalinotérreos por lixiviación. También puede acidificarse el suelo por la acción de los microorganismos, la presencia de aluminio, el abuso de fertilizantes en base a nitrato de amonio, sulfato de amonio y urea, etc.
3. Suelos alcalinos o básicos: son aquellos suelos con un alto contenido en alcalinos y alcalinotérreos, y suelen producirse por la escasez de agua.
4. Suelos sódicos: son aquellos suelos con un elevado contenido en sodio. Son los suelos de mayor pH (pH > 8,5), y se debe al exceso de salinidad de estos suelos.

En función del pH del suelo, es necesario realizar un encalado del suelo (tanto para suelos ácidos como para suelos sódicos) o utilizar ciertos fertilizantes como el azufre elemental, o incluso ácido sulfúrico o ácido fosfórico (para suelos básicos). La acidificación del suelo solo es recomendable en ciertas producciones agrícolas intensivas.

### Salinidad del suelo
La cantidad de sales contenidas en la solución del suelo se mide por la conductividad eléctrica del extracto de saturación (CEes). El sodio, que causa la dispersión de las arcillas, se valora por el Porcentaje de Sodio Intercambiable (PSI). En base a estos parámetros los suelos se clasifican en:
- Suelos salinos: CEes > 4 dS/m
- Suelos sódicos: CEes < 4 dS/m y PSI >15%
- Suelos salino-sódicos: CEes > 4 dS/m y PSI >15%
Para la recuperación de estos suelos debe procederse de la siguiente manera:
- En los suelos salinos, que frecuentemente presentan una costra blanca de sales en la superficie, pero cuya estructura no se ve afectada, se debe realizar un lavado de las sales que contiene. Los lavados sirven para reducir la salinidad inicial (lavados de recuperación) o impedir que el suelo se salinice de nuevo (lavados de mantenimiento).
- En los suelos sódicos, se debe aportar calcio en forma de yeso o fosfoyeso cuando sean suelos ácidos; pero si son básicos, primero se debe aportar azufre elemental ó ácido sulfúrico, y después una sal de calcio soluble. En el caso de suelos neutros, con aportar la sal de calcio soluble es suficiente.
- En los suelos salino-sódicos se realizarán dos operaciones: primero la adición de un mejorante, que aporte calcio para desplazar al sodio, y segundo un lavado para arrastrar al sodio a capas profundas del suelo.[4]

## Propiedades biológicas del suelo
El suelo es un medio vivo, en el que la materia orgánica se va descomponiendo gracias a la intensa actividad microbiana que tiene lugar en él. El agricultor debe procurar que el contenido de materia orgánica del suelo no se reduzca y que desarrolle una gran actividad biológica que favorezca su transformación.

### La vida en el suelo
En el suelo viven, además de las plantas, micro y macroorganismos, tales como bacterias, algas, hongos, nematodos, lombrices, etc. La biomasa microbiana es muy relevante, estimándose
que puede ascender a unos 1.000-3.000 kg de peso seco por hectárea, en los primeros 20 cm. La actividad y población de estos microorganismos varía en función de la textura del suelo, pH, temperatura y suministro de agua, oxígeno, carbono y nitrógeno.

#### Microbioma del suelo
- Las bacterias intervienen en las transformaciones que sufre el nitrógeno: amonización, nitrificación y desnitrificación. Las del género Rhizobium, que viven en simbiosis con las raíces de las leguminosas, fijan el nitrógeno del aire.
- Los hongos pueden degradar compuestos orgánicos muy resistentes y las micorrizas proporcionan, en simbiosis con las raíces de algunas plantas, un aumento de su capacidad de absorción de agua y nutrientes, principalmente del fósforo.

#### Otros organismos del suelo
- Las lombrices, excavan galerías en el suelo y se alimentan de restos orgánicos descompuestos. Mejoran la estructura y solubilizan los elementos nutritivos.
- Los nematodos son especies fitoparásitas (parásitas de plantas) poseen un órgano denominado “estilete” con la cual puncionan y se alimentan frecuentemente del tejido de la raíz, particularmente de los vasos conductores, aunque algunos pueden alimentarse de otros tejidos de la planta.

### Materia orgánica del suelo
Tiene su origen el la muerte de organismos vivos, que se incorporan al suelo, principalmente restos de vegetales. En los suelos cultivados puede haber, además, aportes de otras
materias orgánicas. Sintéticamente, la materia orgánica fresca sufre una primera transformación, rápida, que la convierte en humus y el humus sufre una segunda descomposición, mucho más lenta, tras la que se liberan los nutrientes que contiene.
El papel de la materia orgánica en el suelo es muy importante, ya que mejora las propiedades físicas, químicas y biológicas de los suelos:
- Tiene un efecto positivo sobre la estructura del suelo, mejorando su permeabilidad, su capacidad de almacenar agua y el laboreo, y en consecuencia, reduce la erosión.
- Aporta elementos nutritivos, constituye junto a la arcilla el complejo de cambio y facilita la absorción de los nutrientes (formando quelatos y fosfohumatos).
- Favorece la proliferación de microorganismos aerobios a los que proporciona carbono y nitrógeno, cuando la materia orgánica está poco descompuesta. Favorece, además, la respiración de las raíces y la germinación de las semillas.

La fertilidad de un suelo depende, en buena parte, del mantenimiento de un balance del humus equilibrado. Los suelos más fértiles destruyen mucha materia orgánica, pero también generan mucho humus. Para establecer un balance del humus hay que calcular sus ganancias y sus pérdidas.

## Procesos de formación del suelo
El suelo es el resultado de un largo proceso de meteorización. Se clasifican en tres tipos:
1. Meteorización física: progresivo aumento de la superficie específica de las rocas por fraccionamiento debido a cambios de temperatura, presión, volumen...
2. Meteorización química.
3. Meteorización biológica.

## Textura del suelo

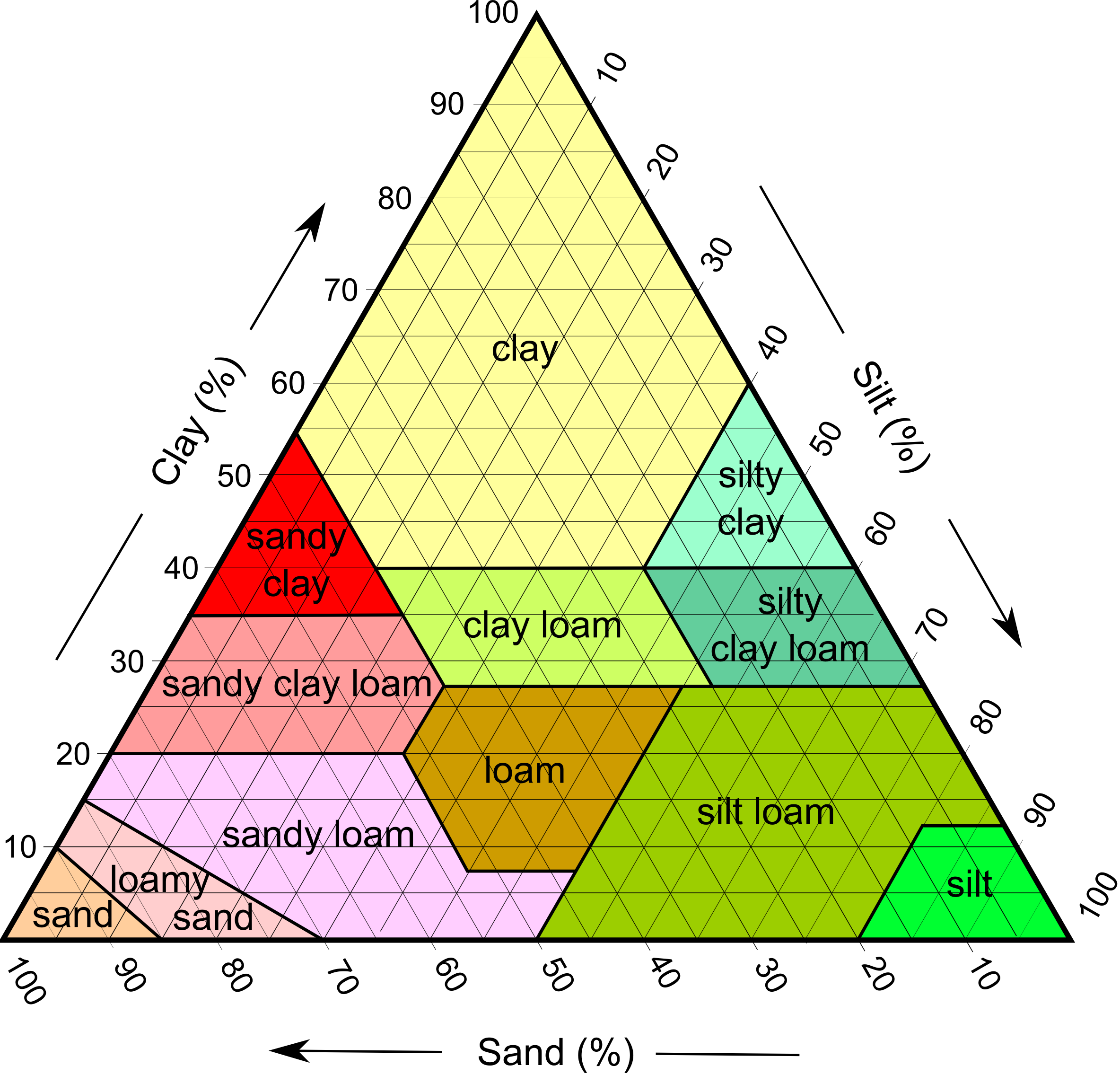
Triángulo de la textura del suelo

La textura del suelo influye en la química del suelo relacionada con la capacidad del suelo para mantener su estructura, la restricción del flujo de agua y el contenido de las partículas en el suelo. La textura del suelo considera todos los tipos de partículas y un triángulo de textura del suelo es una tabla que se puede usar para calcular los porcentajes de cada tipo de partícula sumando un total del 100% para el perfil del suelo. Estos suelos separados difieren no solo en su tamaño, sino también en su relación con algunos de los factores importantes que afectan el crecimiento de las plantas, como la aireación del suelo, la capacidad de trabajo, el movimiento y la disponibilidad de agua y nutrientes. Un suelo nunca está compuesto de una sola fracción, sino que suele tener pequeñas fracciones de la mayoría de texturas.

### Suelos arenosos
Los suelos arenosos son aquello que contienen un alto contenido de arena. Las partículas de arena varían en tamaño (alrededor de 0.05 mm a 2 mm). La arena tiene los poros y las partículas de suelo más grandes de los grupos de partículas. También se drena el agua con mayor facilidad. Estas partículas se involucran más en reacciones químicas cuando se recubren con arcilla. Aunque son suelos muy fácilmente laborables, muy aireados y permeables, tienen poca retención de agua, por lo que suelen ser poco fértiles.

### Suelos limosos
Los suelos limosos son aquellos que contienen un alto contenido de limo. Las partículas de limo varían en tamaño (alrededor de 0,002 mm a 0,05 mm). Los poros de sedimentación se consideran de tamaño medio en comparación con los otros grupos de partículas. El limo tiene una consistencia de textura de harina. Las partículas de limo permiten que el agua y el aire pasen fácilmente, pero retienen la humedad para el crecimiento de los cultivos. El suelo limoso contiene cantidades suficientes de nutrientes tanto orgánicos como inorgánicos.

### Suelos arcillosos
Los suelos arcillosos son aquellos que contienen un alto contenido de arcillas. La arcilla tiene partículas de tamaño más pequeño (aproximadamente <0,002 mm) de los grupos de partículas. La arcilla también tiene los poros más pequeños lo que le da una mayor porosidad y no drena el agua bien. La arcilla tiene una textura pegajosa cuando está mojada. Algunos tipos pueden encharcarse e hincharse. Son suelos impermeables con muy mala aireación.

### Suelos francos
Los suelos suelen estar hechos de una combinación de arena, limo y arcilla. Se puede nombrar en función de las partículas primarias en la composición del suelo: franco arenoso, franco arcilloso, franco limoso, etc. Un suelo franco es una mezcla de las 3 texturas en partes iguales. Estos suelos son los más importantes desde el punto de vista agrícola, ya que se trata de suelos fácilmente laborables. Presentan las ventajas de los distintos tipos de texturas, eliminándose sus desventajas. Son ligeros, aireados, permeables y de media-alta capacidad de retención de agua.

## Estructura del suelo
La estructura del suelo puede ser definida como el estado de agregación de las partículas del suelo (arena, limo y sobre todo arcilla) formando estructuras secundarias o agregados, junto con otros componentes del suelo, como la materia orgánica, como resultado de las interacciones físico-químicas. Estos agregados se pueden identificar fácilmente al encontrarse separados entre sí por huecos o superficies de ruptura. La estructura de un suelo modifica la influencia que la textura puede ejercer sobre el mismo en cuanto al desarrollo radicular de las plantas, disponibilidad de nutrientes, etc.
La génesis de la estructura está íntimamente ligada a los fenómenos de floculación de los coloides y a la cementación por los mismos de las partículas más gruesas, que llevan a una estabilización de aquellos. Los iones di- y trivalentes de la disolución del suelo, el agua, el aire, la materia orgánica, los microorganismos, la temperatura, la textura... son múltiples los factores que afectan a la formación de la estructura del suelo. 

## Capacidad de campo
Después de una lluvia o riego abundante, el agua llega a ocupar todos los poros del suelo. Se dice entonces que el suelo está saturado. A continuación, el agua tiende a moverse por
gravedad hacia el subsuelo, hasta llegar a un punto en que el drenaje es tan pequeño que el contenido de agua del suelo se estabiliza. Cuando se alcanza este punto se dice que el
suelo está a la Capacidad de Campo (C.C.). Buena parte del agua retenida a la C.C. puede ser utilizada por las plantas, pero a medida que el agua disminuye se llega a un punto en que la planta no puede absorberla. En este estado se dice que el suelo está en el punto de marchitez. La diferencia entre la C.C. y el punto de marchitez representa la fracción de agua útil (disponible) para el cultivo. Los valores de la C.C. y del punto de marchitez pueden expresarse en porcentajes de peso de suelo seco. Así, una capacidad de campo del 25% significa que 100 g de tierra seca retienen 25 g de agua, y una marchitez del 10% significa que, cuando se alcanza la marchitez de la planta, el suelo tiene 10 g de agua por 100 g de tierra seca. El agua útil (disponible) por la planta sería, pues, 15 g de agua por 100 g de tierra seca. Cuanto más fina es la textura, mayores son los porcentajes de agua en el suelo, tanto para la C.C. como para el punto de marchitez. Una buena estructura del suelo también aumenta la fracción de agua útil.